# Пендзівятри (Серадзький повіт)
Пендзівятри (пол. Pędziwiatry) — село в Польщі, у гміні Броншевиці Серадзького повіту Лодзинського воєводства.